# Władimir Własow (polityk)
Władimir Własow (lit. Vladimir Vlasov; ur. 20 lutego 1944 w Rostowie) – litewski inżynier i działacz samorządowy, radny miasta Kłajpeda, jeden z liderów społeczności rosyjskiej na Litwie.

## Życiorys
Urodził się na terenie Rosji, jednak w dzieciństwie przeniósł się do Kłajpedy, gdzie jego ojciec pracował jako marynarz. Po ukończeniu szkoły średniej w Kłajpedzie studiował w Instytucie Rybołówstwa w Królewcu ze specjalnością inżyniera – elektromechanika. Jeszcze przed studiami rozpoczął pracę w porcie rybackim w Kłajpedzie, gdzie pracował m.in. jako radiomonter, inżynier elektryk i metrolog. Stał na czele związku zawodowego w porcie oraz cechu elektryków. Od 2004 roku pracował w UAB "Neogrup" jako główny energetyk. W 2012 został m.in. zastępcą dyrektora VI międzynarodowego portu lotniczego w Połądze. 
W latach dziewięćdziesiątych zaangażował się w lokalną politykę, wstępując do Związku Rosjan Litwy, a w 2002 do Sojuszu Rosyjskiego. Kandydował w wyborach samorządowych 2002, dwa lata później po raz pierwszy wszedł do rady miejskiej Kłajpedy, mandat utrzymał w wyborach z 2007 i 2011.
Władimir Własow startował w wyborach do sejmu 12 października 2008 roku z 12 miejsca listy państwowej Akcji Wyborczej Polaków na Litwie jako przedstawiciel Sojuszu Rosyjskiego. W wyborach do Parlamentu Europejskiego w 2009 bez powodzenia ubiegał się o mandat z listy AWPL. W wyborach parlamentarnych w 2012 roku startował w jednomandatowym okręgu nr 25 Dainų w Kłajpedzie oraz na liście ogólnokrajowej AWPL.
Żona Irina Własowa pracuje w gimnazjum na Zielonej Górze w Kownie, a córka Jekaterina również w UAB "Neogrup".